# Abraham Jacob van der Aa

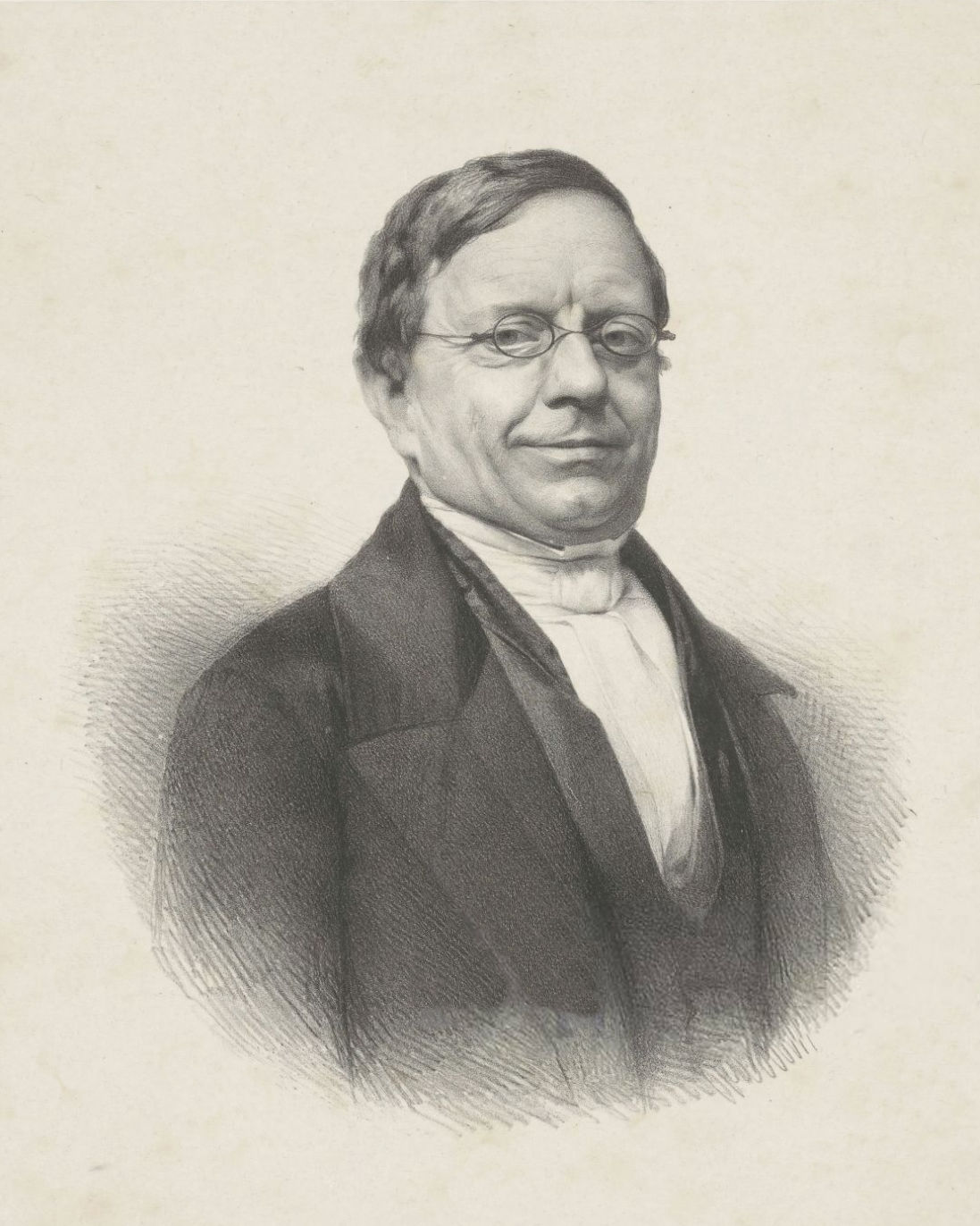
Abraham Jacob van der Aa

Abraham Jacob van der Aa (* 7. Dezember 1792 in Amsterdam; † 21. März 1857 in Gorinchem) war ein niederländischer Lexikograph und Literat.

## Leben
Der Sohn des Rechtsanwalts Pierre Jean Baptiste Charles van der Aa und dessen Frau Francina Adriana Bartha van Peene besuchte mit sechs Jahren die Tagesschule in Amstelveen. Mit zwölf Jahren war er ein Jahr lang in einem Internat in Aarlanderveen. Seine Ausbildung setzte er an der Lateinschule in Leiden und auf dem akademischen Gymnasium Lingen fort. 1810 begann er ein Medizinstudium an der Universität Leiden, das er 1812 abbrach.
Er ging zur Marine und wurde 1813 von den Engländern in Kriegsgefangenschaft genommen. Van der Aa trat 1814 als Kadett in den Militärdienst ein und beteiligte sich 1815 am Befreiungskrieg. 1817 wurde er aus dem Militärdienst entlassen, er zog sich als Buchhändler nach Löwen zurück. Die Unternehmung brachte keinen wirtschaftlichen Erfolg. 1819 zog er als Lehrer der niederländischen Sprache nach Brüssel, 1825 war er Privatsekretär der Militärverwaltung in Antwerpen. Van der Aa arbeitete ab 1830 beim Militärgouverneur in Breda. Aus diesem Dienstverhältnis wurde er 1839 entlassen. Eine weitere Anstellung fand er nicht. Er zog nach Gorinchem, wo er bis zu seinem Tode lebte.

## Werke

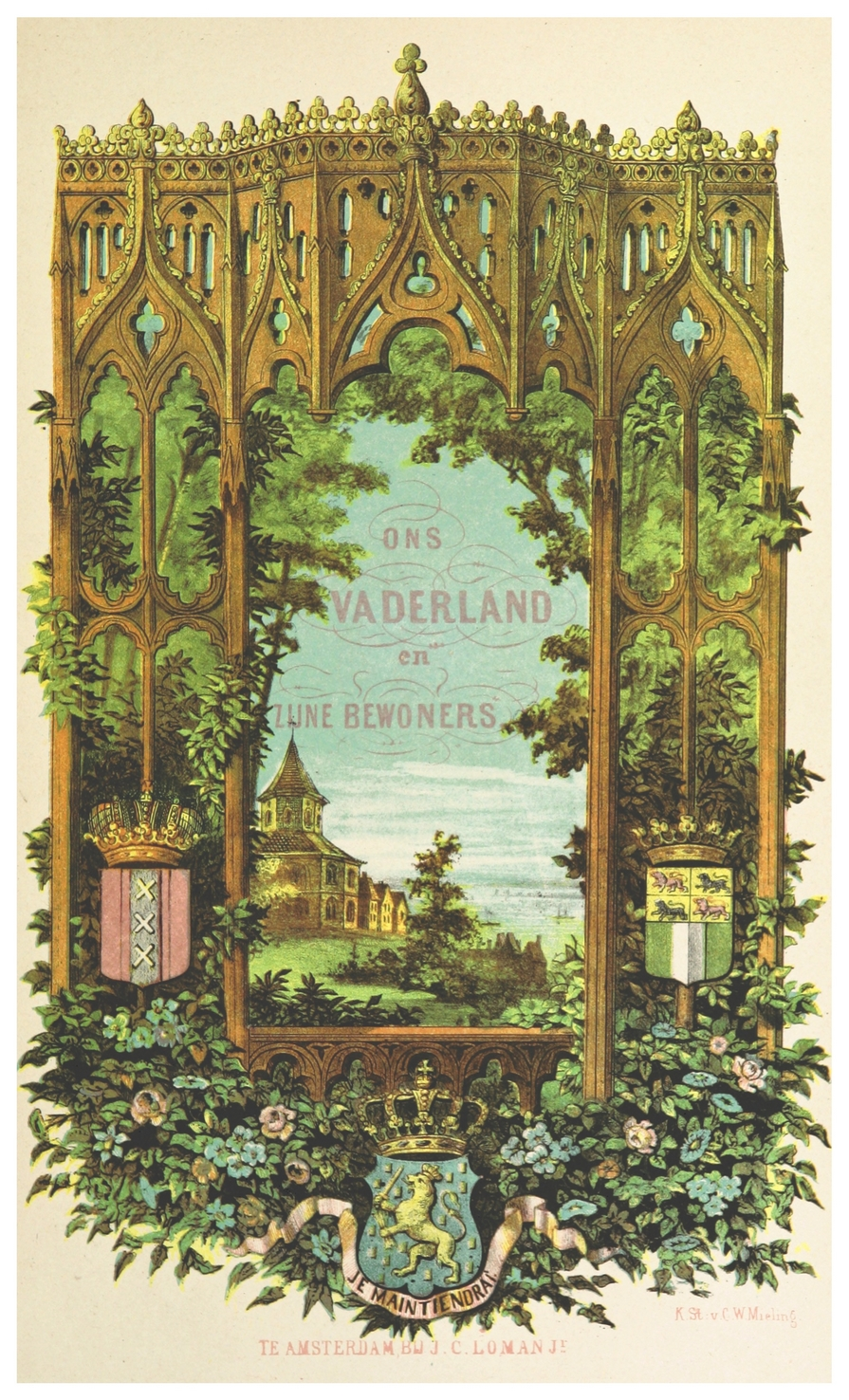
Titelblatt des Spätwerks Ons Vaderland en zijne bewoners

- Abraham Jacob van der Aa ist Verfasser und Herausgeber mehrerer Nachschlagewerke.
- Nieuw biographisch, anthologisch en critisch woordenboek van Nederlandsche dichters/ Neues biographisches, anthologisches und kritisches Wörterbuch der niederländischen Dichter. Das Werk wurde von Pieter Gerardus Witsen Geysbeek von 1844 bis 1846 fortgesetzt.
- Biographisch Woordenboek der Nederlanden/ Biographisches Wörterbuch der Niederlande (BWN); an diesem Werk arbeitete van der Aa bis zu seinem Lebensende, es wurde bis 1878 immer wieder vervollständigt.
- Aardrijkskundig Woordenboek der Nederlanden/ Geografisches Wörterbuch der Niederlande, herausgegeben von 1839 bis 1851. Das Werk umfasst 14 Bände und gilt teilweise als unzuverlässige Quelle. In den Benelux-Ländern und den ehemaligen niederländischen Kolonien findet es auch heute noch Verwendung.
- Aardrijkskundig Woordenboek van Noord-Brabant. Breda, 1832.
- Herinneringen uit het gebied der geschiedenis. Amsterdam 1835.
- Nieuwe herinneringen. Amsterdam 1837.
- Geschied- en aardrijkskundige beschrijving van het koningrijk der Nederlanden. Gorinchem 1841.
- Nieuw biographisch, anthologisch en critisch woordenboek van Nederlandsche dichters. Amsterdam 1844–1846 3. Teile.
- Geschiedkundig beschrijving van Breda. Gorinchem 1845.
- Nederlandsch Oost-Indië. Amsterdam und Breda, 1846–57, 4 Teile.
- Beschrijving van den Krimpener en den Loopikerwaard. Schoonh. 1847.
- Nederland, handboekje voor reizigers. Amsterdam 1849.
- Lotgevallen van Willem Heenvliet. Amsterdam 1851.
- Biografisch Woordenboek. der Nederlanden. Haarlem 1851–1857.
- Beknopt Aardrijkskundig Woordenboek der Nederlanden. Gorinchem 1851–1854.
- Bloemlezing uit [Van Effen’s] Spectator. In: Klassiek en Letterkundig Pantheon 1855.
- Parelen uit de lettervruchten van Nederl. dichteressen. Amsterdam 1856.
- Ons Vaderland en zijne bewoners. Amsterdam 1855–1857.